# キビナゴ
キビナゴ（黍女子、黍魚子、吉備女子、吉備奈仔、𩸕、学名 Spratelloides gracilis）は、ニシン目キビナゴ科に分類される魚の一種。インド洋と西太平洋の熱帯・亜熱帯域に広く分布する小魚で、食用にされる。

## 名称
日本における地方名としてハマイワシ、ハマゴ、ハマゴイ（静岡県）、キミナゴ（三重県）、キビナ、カナギ（長崎県）、スルン（鹿児島県奄美大島
）、スリ（沖永良部島）、スルル（沖縄県）などがある。
中国語では「日本銀帶鯡」。

## 形態
成魚は全長10cmほど。体は前後に細長い円筒形で、頭部が小さく口先は前方に尖る。体側に幅広い銀色の縦帯があり、その背中側に濃い青色の細い縦帯が隣接する。鱗は円鱗で、1縦列の鱗は39-44枚だが剥がれ易く、漁獲後にはほとんど脱落してしまう。海中にいるときは背中側が淡青色、腹側が白色だが、鱗が剥がれた状態では体側の銀帯と露出した半透明の身が目につくようになる。

## 分類
以前はニシン科に分類され、ニシン科の分類上ではキビナゴ亜科や、ウルメイワシに近縁のウルメイワシ亜科とする見解もあった。学名の種小名"gracilis"は「薄い」「細い」などの意味があり、細長い体型に由来する。

## 生態
本州中部からポリネシア・メラネシア・オーストラリア北岸、西はアフリカ東岸まで、インド洋と西太平洋の熱帯・亜熱帯域に広く分布する。外洋に面した水のきれいな沿岸域を好み、大きな群れを作って回遊し海岸にもよく接近する。主に動物プランクトンを捕食する。一方、天敵はアジ、サバ、カツオ、ダツなどの大型肉食魚やアジサシ、カツオドリなどの海鳥類がいる。
熱帯域ではほぼ周年産卵するが、亜熱帯海域では春から秋にかけての産卵期があり、たとえば西日本近海での産卵期は4-11月となる。産卵期には成魚が大群を作って沿岸の産卵場に押し寄せる。繁殖集団は潮の流れの速い海域に集まり、海底を泳ぎ回りながら産卵を行う。
ニシン目魚類は海中に浮遊する分離浮性卵を産卵するものが多いが、キビナゴは浅海の砂底に粘着性の沈性卵を産みつける。受精卵は砂粒に混じった状態で胚発生が進み、一週間ほどで孵化する。寿命は半年-1年ほどとみられる。西日本では夏-秋生まれのものが翌年の春に産卵、孵化した子供がその年の秋に産卵し、寿命を終えると考えられている。

## 参考画像

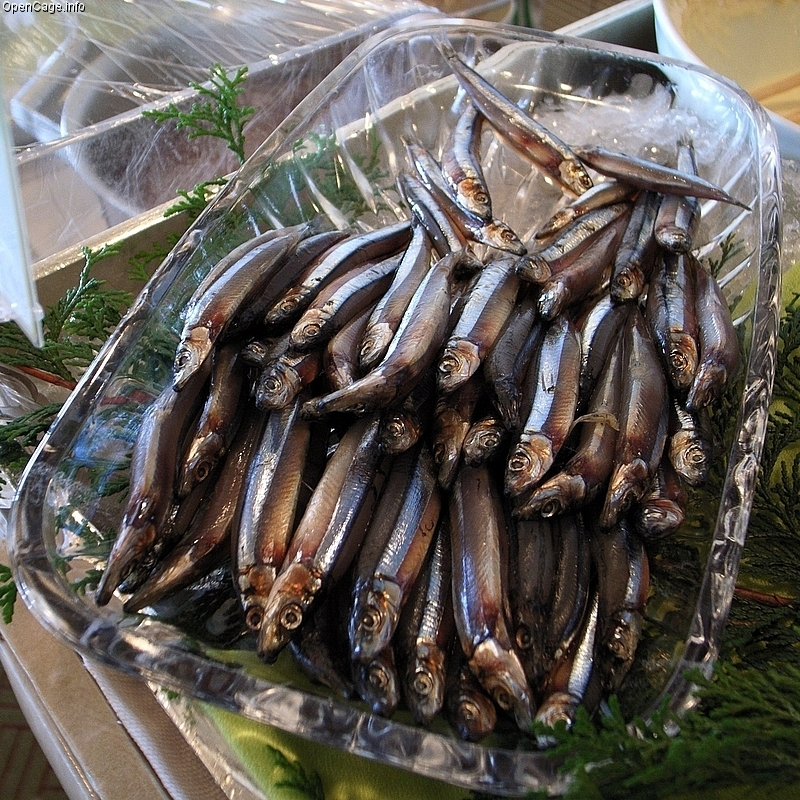
キビナゴ
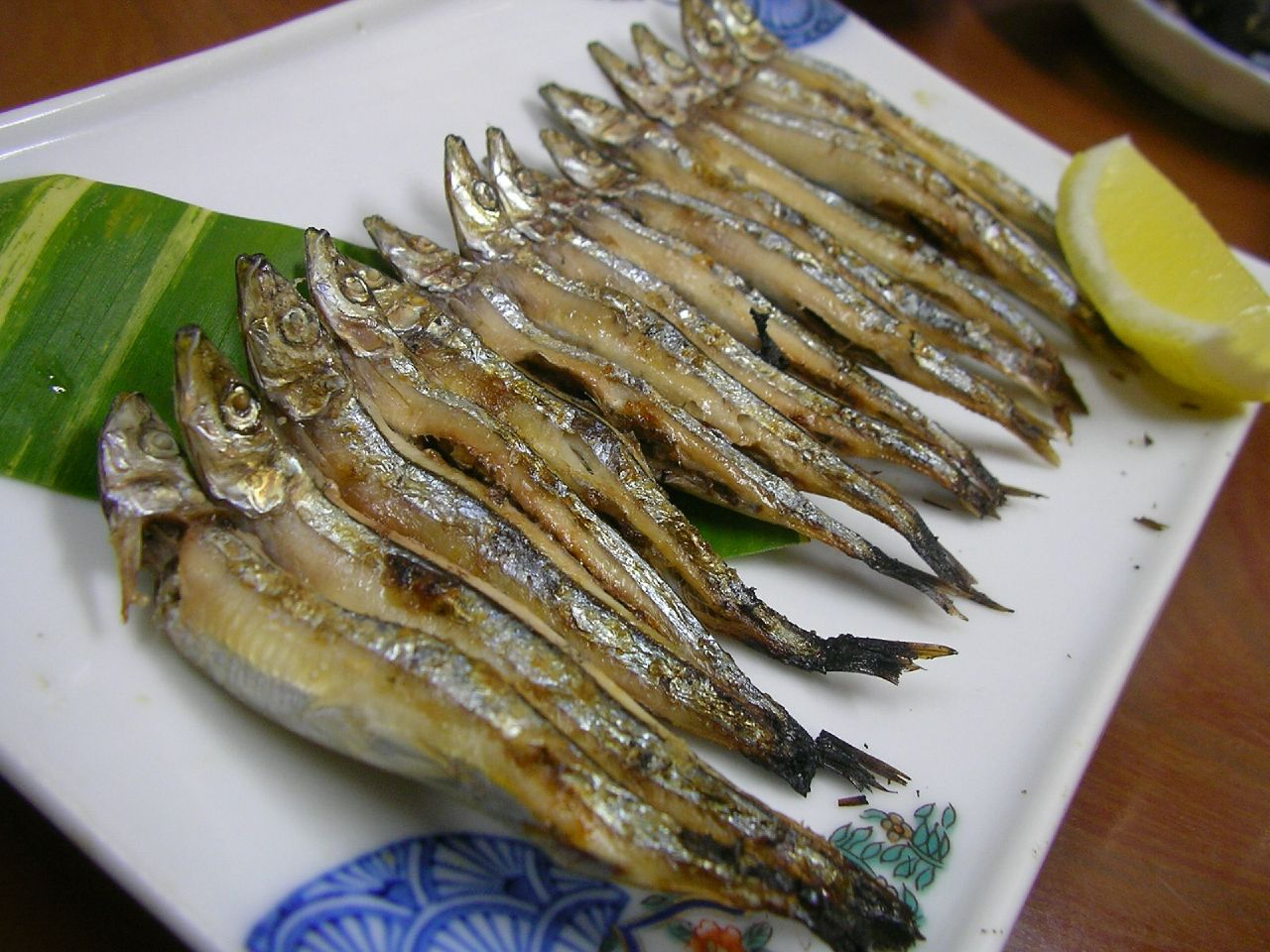
塩焼き
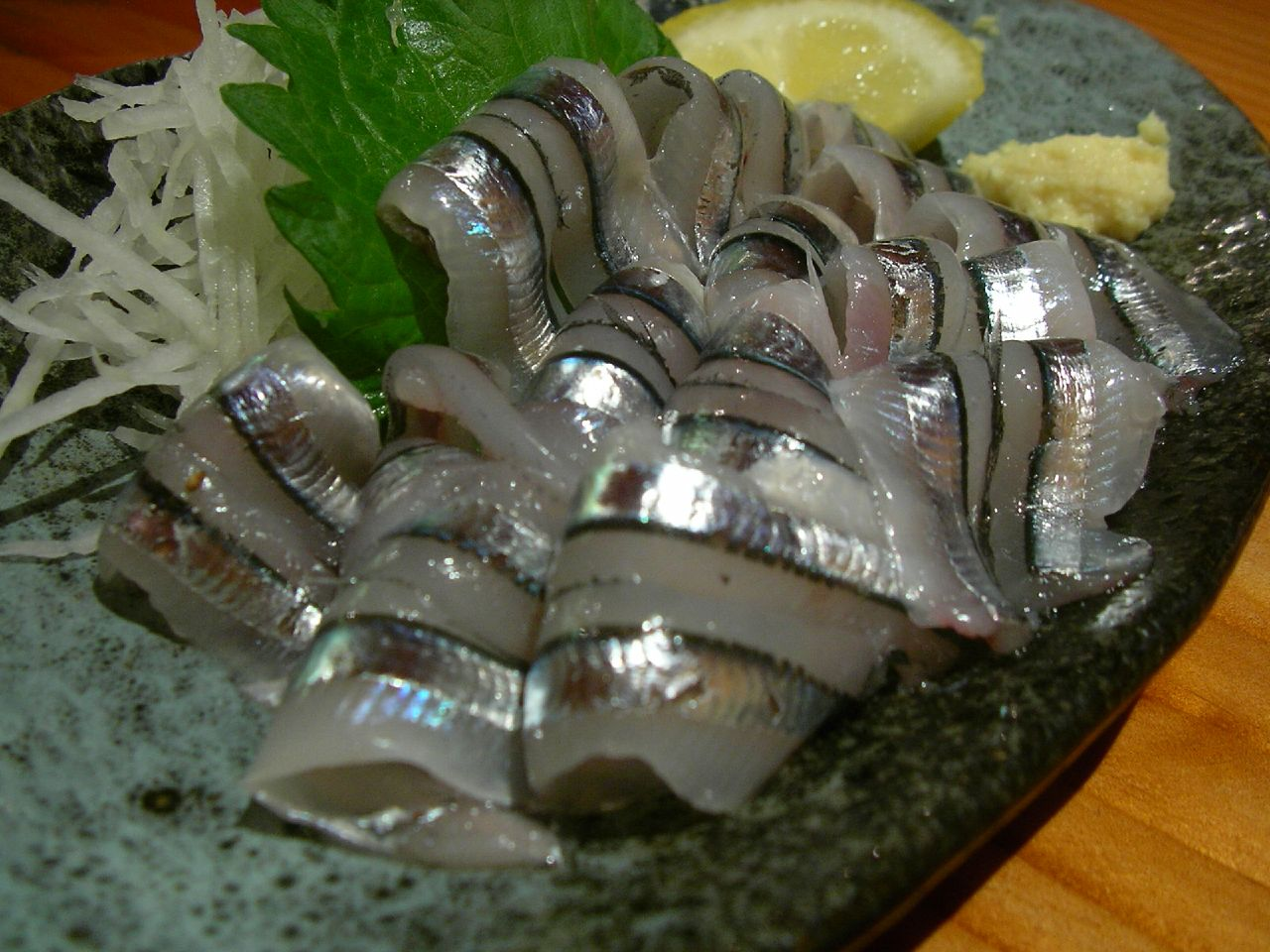
刺し身
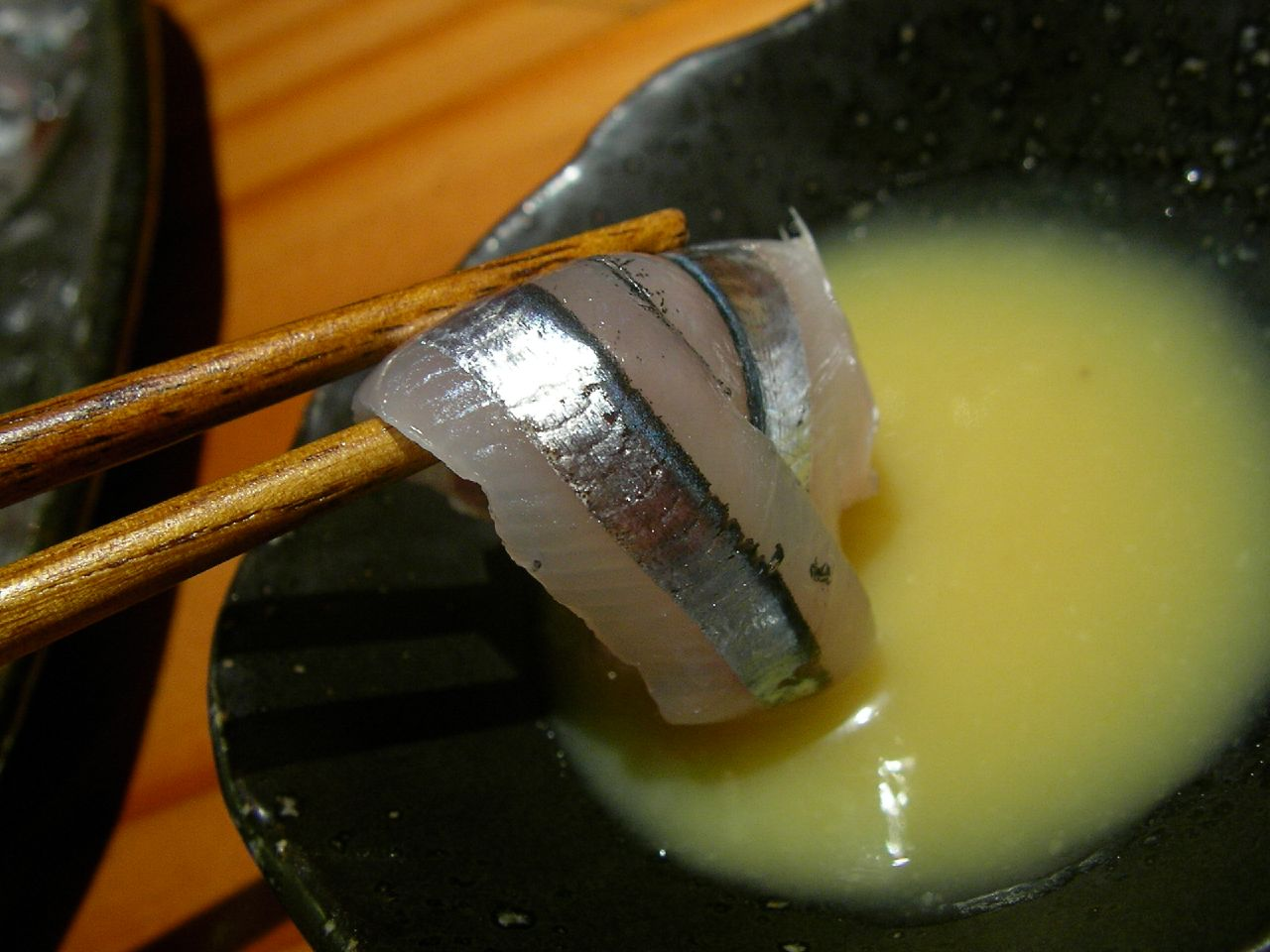
刺し身は酢味噌に浸けて食べる
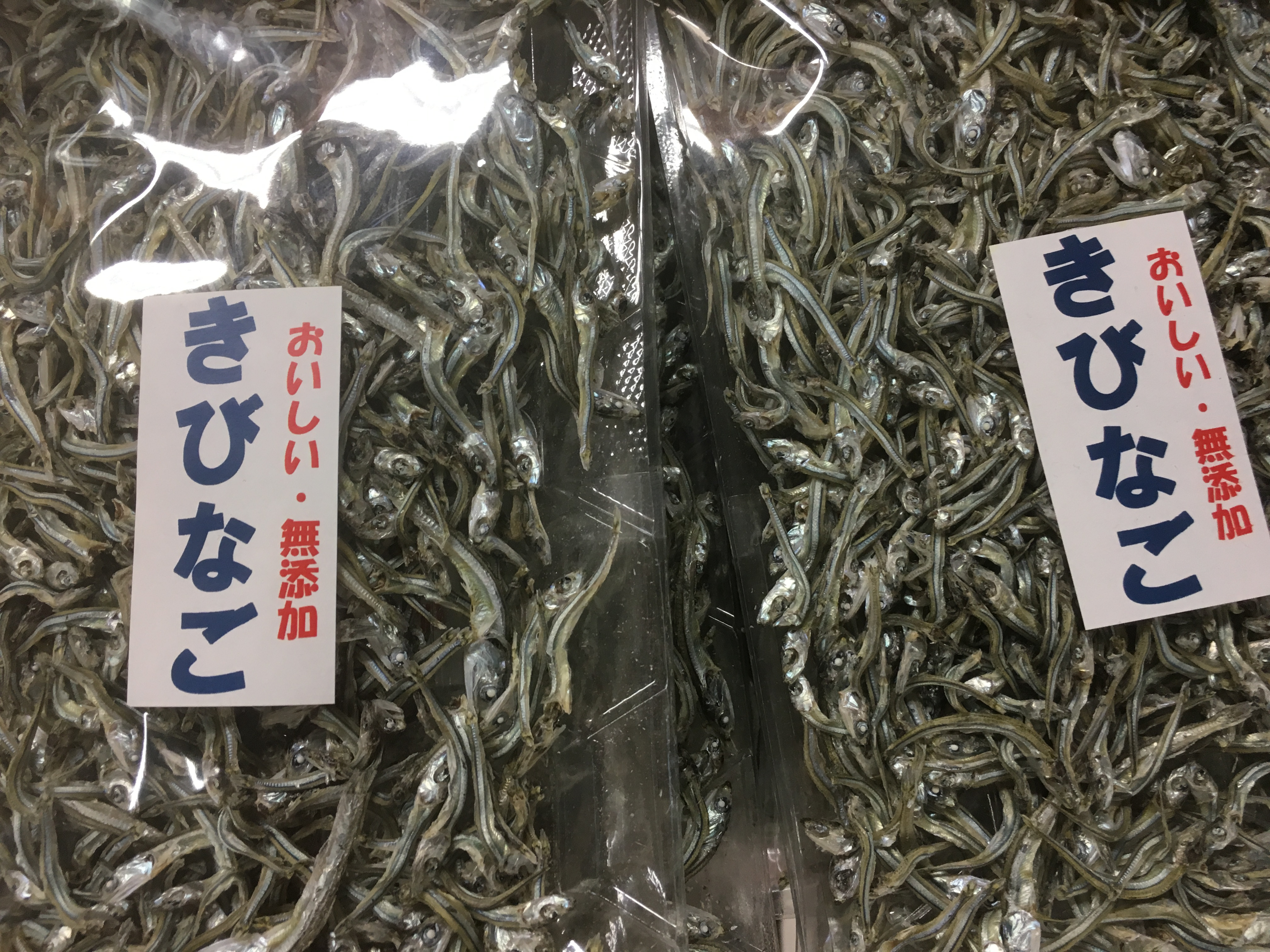
煮干し

## 同属種
- リュウキュウキビナゴ Spratelloides atrofasciatus Schultz, 1943 - 旧名バカジャコ
- ミナミキビナゴ S. delicatulus (Bennett, 1832) - インド洋・西太平洋熱帯域
- S. lewisi Wongratana, 1983 - ソロモン諸島からニューギニア島にかけて
- S. robustus Ogilby, 1897 - オーストラリア周辺海域